# Ziemowit Włodarski
Ziemowit Włodarski (ur. 5 stycznia 1925 w Poznaniu, zm. 8 lipca 2014 w Warszawie) – polski psycholog, badacz mechanizmów uczenia się i pamięci, profesor Uniwersytetu Warszawskiego, redaktor naczelny czasopisma „Psychologia Wychowawcza”.

## Życiorys
Był synem Franciszka Włodarskiego (1889-1944) i Janiny Włodarskiej, z domu Gorzkowskiej (1898-1979). Jego ojciec był matematykiem, matka nauczycielką. Jego bratem był Janusz Włodarski (1921-1942).
W 1948 uzyskał absolutorium na studiach pedagogicznych na Uniwersytecie Łódzkim, w 1949 obronił prace magisterską na Uniwersytecie Warszawskim. W latach 1948-1957 pracował jako psycholog w poradniach dla dzieci i młodzieży, od 1956 do 1964 pracował w Instytucie Biologii Doświadczalnej im. Marcelego Nenckiego Polskiej Akademii Nauk. W 1958 obronił na Uniwersytecie Warszawskim pracę doktorską napisaną pod kierunkiem Marii Żebrowskiej, w 1964 uzyskał tam stopień doktora habilitowanego. Od 1964 pracował na UW, kierował tam Zakładem Psychologii Rozwojowej i Wychowawczej. W 1973 uzyskał tytuł profesora nadzwyczajnego, w 1980 tytuł profesora zwyczajnego. Przeszedł na emeryturę w 1995.
W latach 1978-2000 był redaktorem naczelnym pisma „Psychologia Wychowawcza”.
Był odznaczony Krzyżem Kawalerskim Orderu Odrodzenia Polski (1973), Medalem Komisji Edukacji Narodowej (1978) i Medalem 40-lecia Polski Ludowej (1984).

## Ważniejsze prace
- Zaburzenia równowagi procesów nerwowych u dzieci (1960)
- Pamięć jako właściwość poszczególnych analizatorów (1964)
- Rola werbalizacji w procesach pamięci u dzieci (1968)
- Psychologiczne prawidłowości uczenia się i nauczania (1974)
- Odbiór treści w procesie uczenia się (1979)
- Z tajemnic ludzkiej pamięci (1984)
- Psychologia uczenia się (1989)